# BADMOOD
BADMOOD（バッドムード）は、SEKAI NO OWARI / End of the World のメンバー・Fukase がキャラクターのデザイン監督、監修などを務めていたプロジェクトである。現在はディレクターを変更してうえで「The Escape」として展開している。なお、「The Escape」には SEKAI NO OWARI / End of the World は一切関わっていないことがアナウンスされている。

## 概要
BADMOODとは、5人のキャラクターによるストーリーを中心にしたブランドである。End of the Worldのクリエイティブディレクターでもある和田直希を迎えて製作されている。

### キャラクター
- Fishman
  - 6月23日生まれ。ベース担当。
  - 女好きでいつもグルーピーといる。口は悪いが優しい一面を持つ、一番メンバーを気遣っているバンドリーダー。手が痛いのを嫌がるため、ルート弾き一筋でスラップはしない。好きな食べ物はハンバーガー。
- Butt
  - 3月3日生まれ。ギター担当。
  - 自身がピックのようになりギターを弾く。週に6日ジムに行くほどトレーニング好き。酒は飲まずプロテインしか飲まない。メンバーの中で一番短気で声が大きい、理屈が苦手な脳内筋肉タイプ。好きな食べ物はフルーツ。
- Rabbit
  - 12月1日生まれ。キーボード担当。
  - うさぎのような見た目。見た目とは裏腹に、他人に対して丁寧な言葉遣いをする常識的な一面がある。メンバーの事を怖いと思っている反面、誰よりもリスペクトしている。好きな食べ物はパフェ。
- UFO
  - 5月6日生まれ。ドラム担当。
  - UFOのような見た目。酒はアルコールが入っていれば消毒液でも飲む。下から出てくる触手でドラムを叩く。理屈っぽく怒りやすいタイプ。対極にある脳筋のbuttが苦手だが、よく似ていると言われる。好きな食べ物は昆虫食。
- Moth
  - 4月15日生まれ。ボーカル担当。
  - 蛾のような見た目。嗜好性が強い物を好み、夜はお酒を飲みながらジャズを聴いている。いつも鏡を見ているのには理由があるが、単にナルシストの噂も。無口なタイプだが、バンドを俯瞰で見ていて発言は的確。

## 活動

### アニメーション
- BADMOODのキャラクター5人で結成されたバンド「THE PINK ELEPHANTS」の平穏でクレイジーな日常が描かれている。
- Fukaseによると、「物語に出てくる発言やシチュエーションは空想のもので、決して自分の意見を代弁させているわけではない。」[2]とのこと。
- アメリカ合衆国において未成年にふさわしくないと認定された音楽作品に全米レコード協会が添付する警告、ペアレンタル・アドバイザリーのマークが付いている。
- 各話の冒頭や公式サイトの読み込み中に、「All characters and events depicted in this film are entirely fictitious. Any similarity to actual events or persons, living or dead, is purely coincidental.」と前置きにとれる文章が表示され、日本語に約すと、「この動画に出てくるすべてのキャラクターの生死、イベントは完全に架空のものです。」となる。
- また、2020年10月21日よりAmazon Prime Videoにこのアニメーションの配信が開始。それに合わせて、マーチバイアマゾンにてBADMOODのキャラクターやロゴを使ったシャツやパーカーなどを発売されていた。
- もともとはSEKAI NO OWARIのライブの演出で使うためのものだったが、クリエイティブディレクターの和田に「ライブで1回限り使うのではなくもっと広げてはどうか」と打診を受け、ストーリーなどを煮詰めアニメーションにすることとなった[3]。
- 和田は「シーズン1は全6話で構成されている」と公言していた[4]が、実際には4話までしか制作されず2023年3月を持ってシリーズを終えることとなった[5]。
- 和田直希が総監督を務める。
- オープニング曲を担当するのはEnd of the Worldで、新曲の「Fangs」が使われている[6]。
- YouTube上にそれぞれのエピソードのトレーラーが公開されていた。

| 公開日         | 話数 | 原題                 | 邦題                   | 脚本   | 音楽                     | 備考 | 時間     |
| -------------- | ---- | -------------------- | ---------------------- | ------ | ------------------------ | --- | -------- |
| 2020年3月6日   | 0    | BAD MOOD｜Episode 0  | BAD MOOD｜Episode 0    | Fukase |                          | YouTubeで見ることができる。 | 2分10秒  |
| 2020年10月21日 | 1    | Hollywood dreaming   | ハリウッドドリーミング | Fukase | Zac Carper               | Amazon Prime Videoで見ることができる。 | 16分45秒 |
| 2020年12月22日 | 2    | What a wonderful day | What a wonderful day   | Fukase | AmPm                     | Amazon Prime Videoで見ることができる。 | 19分8秒  |
| 2021年3月13日  | 3    | Newton's Apple       | 林檎の権利             | Fukase | Tep No                   | Amazon Prime Videoで見ることができる。 | 18分57秒 |
| 2022年10月4日  | 4    | Things Fall Apart    | Things Fall Apart      | Fukase | Mahiru Coda a.k.a. Mappy | Amazon Prime Videoで見ることができる。 Mahiru Coda a.k.a. Mappyの『ウン・ポコ・ローコ』とEnd of the Worldの新曲『Fall Apart』が挿入歌として使用されている。 | 18分9秒  |

### グッズ / アパレル
オンラインショップで買うことができた。
atmosやFILA、9090などとのコラボ行っており、東京ガールズコレクションにも出演。

## The Escape
The Escape（ジ・エスケープ）は、川後陽菜がディレクターを務めるアパレルブランド「YONAKA」の姉妹ブランドであり、LANDの和田直希が監督を務めるドラマのタイトルでもある。

### 概要
- 2023年6月1日、今まで「BAD MOOD」として運用されていたTwitter、Instagram、YouTubeのアカウントが突如としてすべての投稿を削除し、アカウント名を「The Escape」に変更。
- 2023年7月20日のLANDの公式Instagramの投稿により、川後陽菜がディレクターを務めるアパレルブランド「YONAKA」の姉妹ブランドであり、LANDの和田直希が監督を務めるドラマのタイトルでもあることが判明した[5]。
- 「BAD MOOD」とは異なり、Fukaseは監修しておらず、End of the Worldも関わっていない。
- 2023年11月2日、SEKAI NO OWARIのSaoriがInstagramのストーリーズを更新。「ファンの誤解を生むので違うアカウントで始めるべきだ」と提案したが、採用されなかったことを公表。

### ドラマ
- ドラマ『The Escape』はEnd of the Worldの『Rollerskates』のミュージックビデオに興味を持ったアメリカのアマゾンプライム側からのオファーにより制作を開始[7]。
- 映画『silence』などで助監督を務めたトレバー・タバレスを本作でも助監督に迎え、制作が進行中[7]。
- 2023年10月1日より配信開始予定[7]。
- 主演は小宮璃央[8]。